# Campionati mondiali junior di short track 2019
I Campionati mondiali junior di short track 2019 (in inglese: 2019 World Junior Short Track Speed Skating Championships) sono stati la 26ª edizione della competizione organizzata dall'International Skating Union (ISU). Si sono svolti dal 25 al 27 gennaio 2020 presso l'Arena Maurice Richard di Montréal, in Canada.

## Partecipanti
Hanno preso parte alla competizione 171 pattinatori in rappresentanza di 36 distinte nazioni.
- Argentina (1)
- Australia (8)
- Austria (3)
- Belgio (2)
- Bulgaria (2)
- Canada (8)
- Cina (8)
- Taipei cinese (5)
- Croazia (2)

- Rep. Ceca (2)
- Francia (3)
- Germania (4)
- Gran Bretagna (8)
- Hong Kong (2)
- Ungheria (8)
- Italia (8)
- Giappone (8)
- Kazakistan (8)

- Lettonia (3)
- Lussemburgo (4)
- Malaysia (6)
- Paesi Bassi (8)
- Nuova Zelanda (1)
- Filippine (2)
- Polonia (8)
- Russia (8)
- Singapore (5)

- Serbia (4)
- Slovacchia (2)
- Slovenia (2)
- Corea del Sud (8)
- Svezia (1)
- Svizzera (1)
- Thailandia (2)
- Ucraina (8)
- Stati Uniti (8)

## Podi

### Ragazzi
| Evento               | Oro                                            | Tempo    | Argento                                                                 | Tempo    | Bronzo                                                                         | Tempo    |
| 500 metri            | Kim Tae-sung                                   | 40.943   | Sun Long                                                                | 41.252   | Pietro Sighel                                                                  | 41.263   |
| 1000 metres          | Jung Ho-kyoung                                 | 1:28.042 | Kim Tae-sung                                                            | 1:28.307 | Kazuki Yoshinaga                                                               | 1:28.446 |
| 1500 metres          | Chang Hyun-woo                                 | 2:26.047 | Wang Pengyu                                                             | 2:26.443 | Pietro Sighel                                                                  | 2:26.457 |
| Staffetta 3000 metri | Cina Li Wenlong Song Jian Sun Long Wang Pengyu | 3:58.501 | Paesi Bassi Sven Roes Bram Steenaart Jens van 't Wout Melle van 't Wout | 3:58.570 | Russia Konstantin Ivliev Daniil Krasnokutskiy Sergei Milovanov Aleksey Simakin | 3:58.602 |

### Ragazze
| Evento               | Oro                                                                | Tempo    | Argento                                                               | Tempo    | Bronzo                                                                 | Tempo    |
| 500 metri            | Maame Biney                                                        | 43.800   | Xandra Velzeboer                                                      | 45.350   | Georgia Dalrymple                                                      | 1:04.495 |
| 1000 metri           | Li Jinyu                                                           | 1:31.258 | Park Yoon-jung                                                        | 1:31.784 | Claudia Heeney                                                         | 1:32.422 |
| 1500 metri           | Seo Whi-min                                                        | 2:25.251 | Li Jinyu                                                              | 2:25.320 | Courtney Lee Sarault                                                   | 2:25.770 |
| Steffetta 3000 metri | Corea del Sud Jeon Yu-min Kim Chae-hyun Park Yoon-jung Seo Whi-min | 4:14.699 | Russia Sofya Boytsova Liudmila Kozulina Anna Matveeva Vera Rasskazova | 4:15.361 | Italia Chiara Betti Elisa Confortola Gloria Confortola Gloria Ioriatti | 4:15.553 |

## Medagliere
| Pos.   | Nazione       | Oro | Argento | Bronzo | Totale |
| ------ | ------------- | --- | ------- | ------ | ------ |
| 1      | Corea del Sud | 5   | 2       | 0      | 7      |
| 2      | Cina          | 2   | 3       | 0      | 5      |
| 3      | Stati Uniti   | 1   | 0       | 0      | 1      |
| 4      | Paesi Bassi   | 0   | 2       | 1      | 3      |
| 5      | Russia        | 0   | 1       | 1      | 2      |
| 6      | Italia        | 0   | 0       | 3      | 3      |
| 7      | Canada        | 0   | 0       | 2      | 2      |
| 8      | Giappone      | 0   | 0       | 1      | 1      |
| Totale | Totale        | 8   | 8       | 8      | 24     |